# Варнава (патриарх Сербский)
Патриа́рх Варна́ва (серб. Патријарх Варнава, в миру Петар Росич, серб. Петар Росић; 29 августа (10 сентября) 1880, Плевля — 23 июля 1937, Белград) — епископ Сербской Православной Церкви, с 1930 года Архиепископ Печский, Митрополит Белградский-Карловачский, Патриарх Сербский.

## Биография
Родился 29 августа (ст. ст.) 1880 года в Плевле в Черногорской Герцеговине в семье Георгия, из старой сербской семьи Росич, и мать Христина-Кризмана, рождённая Пеятович. Там же окончил школу.
В 1900 году окончил духовную семинарию в Призрене (тогда Косовский вилайет, Османская империя). С 1901 года обучался как стипендиат Святейшего Синода в российской Духовной академии в Санкт-Петербурге, которую окончил в 1905 году. 30 апреля того же года епископом Ямбургским Сергием (Страгородским) пострижен в монашество, 6 мая того же года рукоположен во иеродиакона, 6 июня — во иеромонаха.
В августе 1905 года отбыл в Константинополь священником при дипломатической миссии Сербии в османской столице для сербской общины, которая для богослужений использовала русский Никольский храм; одно время заведовал сербской школой, участвовал в издании единственной на сербском языке газеты в Османской империи — «Цариградски гласник».
18 марта 1910 года Священным Синодом Константинопольской Патриархии под председательством Патриарха Иоакима III был избран на должность викарного епископа Дебарско-Кичевской епархии (ныне Республика Македония) непопулярному среди сербской паствы митрополиту Парфению, который вскоре был перемещён в другую епархию.
10 апреля того же года хиротонисан в патриаршем соборе святого Георгия с титулом «епископ Главиницкий» (Главиница — епархия в Эпире, ранее входившая в состав Охридской митрополии). В апреле, находясь ещё в Константинополе, был среди лиц встречавших возвращавшегося из России сербского короля Петра I Карагеоргиевича при его посещении Патриархии, исполнял обязанности его переводчика.
В своей епархии поддерживал сербскую пропаганду в противовес болгарской, активно боролся с Болгарским экзархатом.
После перехода Южной Сербии и Македонии, по итогам Балканских войн, под власть Сербии управлял с 1913 года Битольской и Охридской епархией, а также Струмицкой епархией.
В 1915 году вместе с отступающей сербской армией был вынужден эвакуироваться на Корфу. Во второй половине 1916 года и до 18 октября 1917 года по просьбе сербского правительства находился в России с дипломатической миссией; как делегат Сербской Церкви, принимал участие в заседаниях Поместного Собора Православной Российской Церкви, открывшегося в Москве в августе 1917 года.
Избран митрополитом Скоплянским (центр в г. Скопье) и 7 (20) ноября 1920 года утвержден королевским указом.
По кончине в 1930 году Патриарха Димитрия, 12 (25) апреля 1930 года избран и в тот же день утверждён Александром I Карагеоргиевичем Патриархом; интронизация состоялась на следующий день.
На посту предстоятеля церкви провёл ряд административных и финансовых реформ; при нём был разработан новый устав церкви, учреждены Загребская и Прешовско-Мукачевская епархии, заложен собор Святого Саввы в Белграде и многие другие храмы в стране, возведено новое здание патриархии.
В сентябре 1936 года в Сремски-Карловци созвал Совещание российских эмигрантских архиереев во главе с митрополитом Анастасием (Грибановским), преемником митрополита Антония (Храповицкого), которое приняло Временное Положение о Русской православной церкви заграницей.
Отличался независимой позицией; с 1935 года решительно выступал против ратификации скупщиной конкордата между Ватиканом и Югославией, поддерживаемого правительством Милана Стоядиновича.
23 июля 1937 года, в день голосования по утверждению конкордата в Скупщине, неожиданно скончался, что породило слухи о насильственном характере его смерти. Тем не менее, его борьба оказалась успешной — 9 октября 1937 года ратифицированный Скупщиной конкордат был отвергнут Сенатом.
Похоронен в малом храме близ недостроенного храма Святого Саввы.

## Публикации
- «Српска Православна Црква у прошлости и садашњости — њена улога и њена значај у историји нашего народа.» Беседа Његове Светлости Патријарха Српског Варнаве. 29/16 маја 1934. Сремски Карловци, 1935. (серб.)
- «Люблю я русскій народъ». Слово святѣйшаго патріарха Варнавы, произнесенное въ русской церкви въ городѣ Бѣлградѣ 9/22 іюня 1930 г. // «Православная Русь». Церковно-общественный органъ Русской Православной Церкви Заграницей. № 14 (1346). — 15 (28) Іюля 1987 года. — Jordanville: Типографія преп. Іова Почаевскаго. Свято-Троицкій монастырь, 1987. — С. 3.